# Symphyotrichum
 Symphyotrichum  Nees, 1832 è un genere di piante angiosperme dicotiledoni della famiglia delle Asteraceae, sottofamiglia Asteroideae, tribù Astereae (North American lineage) e sottotribù Symphyotrichinae.

## Etimologia
L'etimologia del genere (Symphyotrichum) deriva da due parole greche "sinfisi" (= tenere insieme, crescere insieme) e "trichos" o "trichinos" (= capelli, un solo capello). 
Il nome scientifico di questo genere è stato proposto dal botanico, fisico e zoologo tedesco Christian Gottfried Daniel Nees von Esenbeck (1776 – 1858) nella pubblicazione ”Genera et species Asterearum” del 1833.

## Descrizione

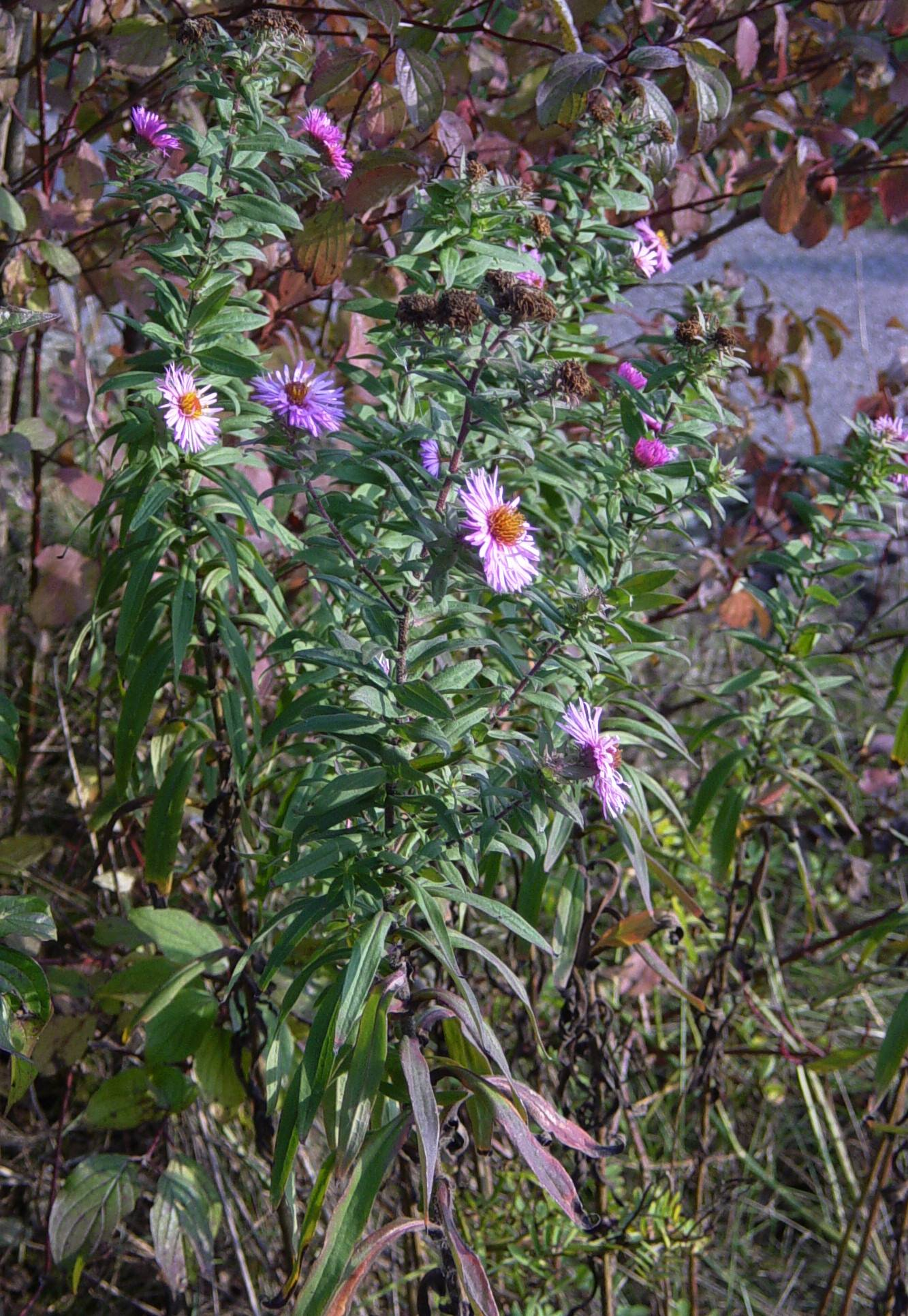
Il portamento
(Symphyotrichum novi-belgii)

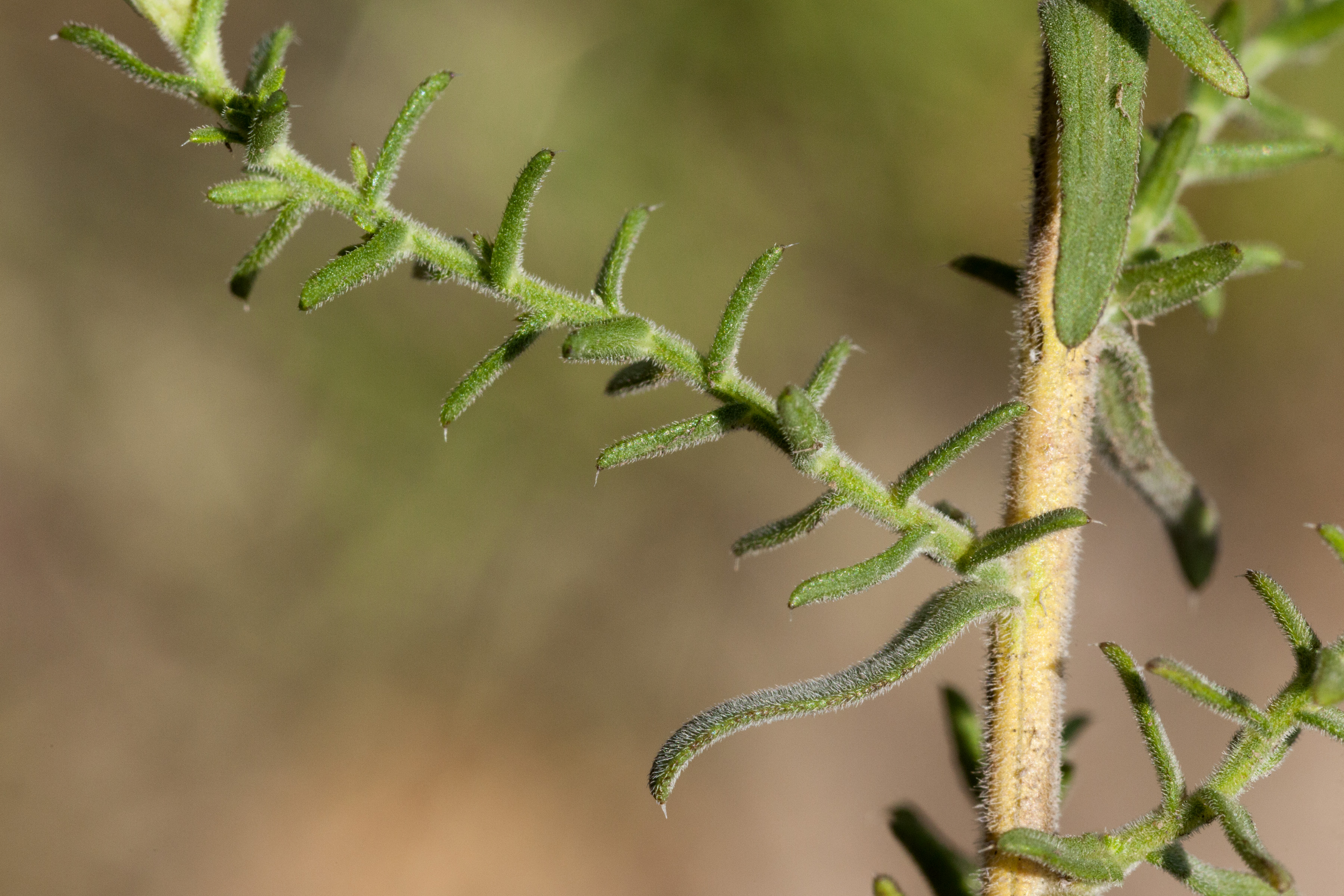
Le foglie
Symphyotrichum ericoides

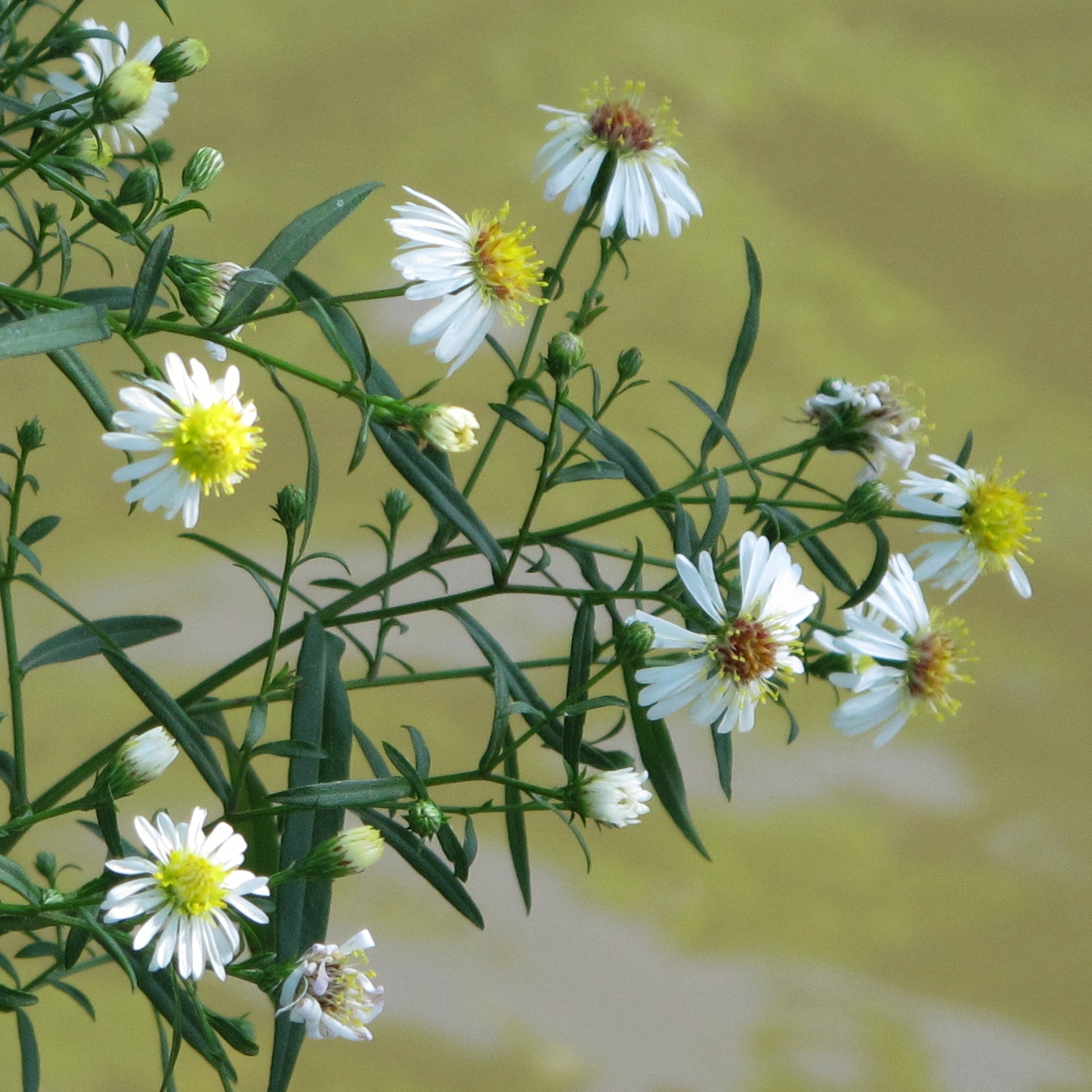
Infiorescenza
Symphyotrichum expansum

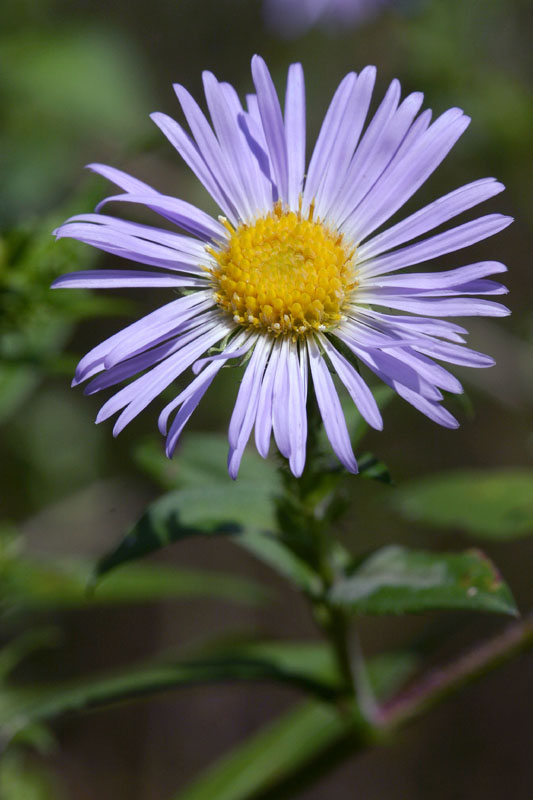
Infiorescenza
(Symphyotrichum novae-angliae)

Portamento. L'aspetto delle piante di questo genere spesso è cespitoso con diversi gambi e una certa tendenza all'eterofilia (forme diverse delle foglie sulla stessa pianta, specialmente tra le foglie basali e quelle cauline). La forma biologica prevalente è emicriptofita scaposa (H scap): ossia sono piante perennanti per mezzo di gemme al livello del terreno e con asse fiorale non troppo foglioso. Sono presenti anche specie annue.
Radici. Le radici sono fitte e secondarie da rizoma.
Fusto. Altezza media: 1 – 1,5 metri (fino a 2 metri nelle specie americane).
- Parte ipogea: la parte sotterranea del fusto consiste in un rizoma.
- Parte epigea: la parte aerea del fusto è eretta, semplice o ramificata con diversi capolini terminali; nella parte alta il fusto di alcune specie è reso vischioso da peli ghiandolari; la parte bassale (il caudice) spesso è legnosa; la superficie può essere sia glabra che pelosa.

Foglie. 
- Foglie basali: le foglie basali sono quasi sempre picciolate (in alcuni casi il picciolo è alato); la superficie è più o meno pubescente con uno-tre nervi, il colore è verde scuro; la forma è da lanceolata a ovato-lineare (a volte ob-lanceolata) e sono disposte in modo patente; i margini sono sottili, interi o debolmente dentati/seghettati (a volte cigliati); in alcune specie le foglie sono persistenti;
- Foglie cauline: le foglie lungo il fusto sono disposte in modo alterno, sono simili a quelle inferiori ma più ridotte (le foglie dei rami sono ancora più piccole); quelle superiori sono sessili o abbraccianti il fusto.

Infiorescenza. Le sinflorescenze sono composte da diversi capolini raccolti in varie formazioni. La disposizione dei capolini è su più rami in forma di pannocchia, di racemo oppure di corimbo; a volte le sinflorescenze sono molto ramose con diramazioni secondarie. Le infiorescenze vere e proprie sono composte da un capolino terminale peduncolato di tipo radiato (o disciforme - sect. Conyzopsis) con fiori eterogami. I capolini sono formati da un involucro, con forme da cilindriche o emisferiche a campanulate, composto da diverse brattee (da 20 a 84), al cui interno un ricettacolo fa da base ai fiori di due tipi: fiori del raggio e fiori del disco. Le brattee, con una forma oblunga/oblanceolata o anche spatolata e a consistenza erbacea nella parte apicale, sono disposte in modo più o meno embricato su 3 - 7 serie. Il ricettacolo, bucherellato, è nudo ossia senza pagliette a protezione della base dei fiori; la forma è piatta. Diametro dell'involucro: 4 – 22 mm.
Fiori.  I fiori sono tetra-ciclici (formati cioè da 4 verticilli: calice – corolla – androceo – gineceo) e pentameri (calice e corolla formati da 5 elementi). Si distinguono in:
- fiori del raggio (esterni): sono da 12 a 35 e più, sono femminili e disposti su una sola serie (raramente 2 – 4 o più serie - S. frondosum); la forma è ligulata (zigomorfa); i fiori del raggio nella sect. Conyzopsis sono assenti;
- fiori del disco (centrali): sono più numerosi (da 15 a 50) con forme brevemente tubulose (attinomorfe); sono ermafroditi.

- Formula fiorale:

*/x K {\displaystyle \infty }, [C (5), A (5)], G 2 (infero), achenio
- Calice: i sepali del calice sono ridotti ad una coroncina di squame.

- Corolla:

- fiori del raggio: la forma della corolla alla base è più o meno tubulosa-imbutiforme, mentre all'apice è prolungata in una ligula nastriforme lanceolata o quasi lineare; la ligula può terminare con alcuni denti; il colore è violetto, porpora o azzurro;
- fiori del disco: la forma è tubulare bruscamente divaricata in 5 lobi; i lobi, patenti o eretti, hanno una forma deltata o più o meno lanceolata; il colore è giallo.

- Androceo: l'androceo è formato da 5 stami sorretti da filamenti generalmente liberi; gli stami sono connati e formano un manicotto circondante lo stilo; le teche (produttrici del polline) alla base sono troncate e sono lievemente auricolate (molto raramente sono speronate o hanno una coda); le appendici apicali delle antere hanno delle forme piatte e lanceolate; il tessuto endoteciale (rivestimento interno dell'antera) è quasi sempre polarizzato (con due superfici distinte: una verso l'esterno e una verso l'interno). Il polline è sferico con un diametro medio di circa 25 micron;  è tricolporato (con tre aperture sia di tipo a fessura che tipo isodiametrica o poro) ed è echinato (con punte sporgenti).[10][14]

- Gineceo: l'ovario è infero uniloculare formato da 2 carpelli.[6] Lo stilo (il recettore del polline) è profondamente bifido (con due stigmi divergenti) e con le linee stigmatiche marginali separate.[15] I due bracci dello stilo hanno una forma da lanceolata a deltoide e possono essere papillosi o ricoperti da ciuffi di peli; gli stili sono inoltre sporgenti.

Frutti. I frutti sono degli acheni con pappo; 
- achenio: gli acheni hanno una forma oblunga (o obconica o obovoide) più o meno compressa; la superficie è percorsa da diversi nervi longitudinali (3 – 5 o più) e può essere da glabra a strigosa;
- pappo: il pappo è persistente e contiene da 25 a 40 setole colorate da bianco a bruno; le setole sono disposte generalmente su una serie.

## Biologia
Impollinazione: l'impollinazione avviene tramite insetti (impollinazione entomogama tramite farfalle diurne e notturne).

Riproduzione: la fecondazione avviene fondamentalmente tramite l'impollinazione dei fiori (vedi sopra).

Dispersione: i semi (gli acheni) cadendo a terra sono successivamente dispersi soprattutto da insetti tipo formiche (disseminazione mirmecoria). In questo tipo di piante avviene anche un altro tipo di dispersione: zoocoria. Infatti gli uncini delle brattee dell'involucro (se presenti) si agganciano ai peli degli animali di passaggio disperdendo così anche su lunghe distanze i semi della pianta. Inoltre per merito del pappo il vento può trasportare i semi anche a distanza di alcuni chilometri (disseminazione anemocora).

## Distribuzione e habitat
La quasi totalità delle specie, più o meno spontanee, della flora italiana sono distribuite nella parte più a nord dell'Italia e si trovano soprattutto nei coltivi ornamentali. La maggioranza delle specie del genere si trovano invece nell'America del Nord (in parte anche nell'America del Sud e alcune specie nelle Indie occidentali, altre in Asia). L'habitat tipico per le specie italiane sono i coltivi e zone limitrofe alle abitazioni umane (questo per le specie sub-spontanee o naturalizzate) altrimenti si possono trovare negli incolti e zone ruderali in genere.

Quattro specie di questo genere vivono sull'arco alpino. La tabella seguente mette in evidenza alcuni dati relativi all'habitat, al substrato e alla diffusione delle specie alpine.
| Specie | Comunità vegetali | Piani vegetazionali | Substrato | pH     | Livello trofico | H2O   | Ambiente             | Zona alpina                       |
| --- | ----------------- | ------------------- | --------- | ------ | --------------- | ----- | -------------------- | --------------------------------- |
| S. laeve (1) | 5                 | collinare           | Ca-Si     | basico | alto            | medio | B2 B5 B9             | BZ? UD?                           |
| S. novae-angliae | 11                | collinare           | Ca-Si     | basico | alto            | medio | B2 B5 B9 G2          | BG TN BZ BL UD                    |
| S. novi-belgii | 11                | collinare           | Ca-Si     | basico | alto            | medio | A3 B2 B5 B9 G2 G5 I2 | tutto l'arco alpino (escl. TO AO) |
| S. squamatum | 2                 | collinare           | Ca-Si     | basico | alto            | medio | A4 B2 B5             | BG VR                             |
| Legenda e note alla tabella. Substrato con “Ca/Si” si intendono rocce di carattere intermedio (calcari silicei e simili); vengono prese in considerazione solo le zone alpine del territorio italiano (sono indicate le sigle delle province). Comunità vegetali: 2 = comunità terofiche pioniere nitrofile; 5 = comunità perenni nitrofile; 11 = comunità delle macro- e megaforbie terrestri Ambienti: A3 = ambienti acquatici come rive, stagni, fossi e paludi; A4 = ambienti umidi, temporaneamente inondati o a umidità variabile; B2 = ambienti ruderali, scarpate; B5 = rive, vicinanze corsi d'acqua; B9 = coltivi umani; G2 = praterie rase dal piano collinare a quello alpino; G5 = saliceti arbustivi di ripa; I2 = boschi di latifoglie |                   |                     |           |        |                 |       |                      |                                   |

Nota (1): nella "Flora Alpina" citata questa specie è denominata come Aster laevis L., 1753.

## Sistematica
La famiglia di appartenenza di questa voce (Asteraceae o Compositae, nomen conservandum) probabilmente originaria del Sud America, è la più numerosa del mondo vegetale, comprende oltre 23.000 specie distribuite su 1.535 generi, oppure 22.750 specie e 1.530 generi secondo altre fonti (una delle checklist più aggiornata elenca fino a 1.679 generi). La famiglia attualmente (2021) è divisa in 16 sottofamiglie; la sottofamiglia Asteroideae è una di queste e rappresenta l'evoluzione più recente di tutta la famiglia.

### Filogenesi
La tribù Astereae (una delle 21 tribù della sottofamiglia Asteroideae) comprende circa 40 sottotribù. In base alle ultime ricerche nella tribù sono stati individuati (provvisoriamente) 5 principali lignaggi:
- Basal grade: include alcuni generi isolati, il gruppo "South American-Oceania",  alcune sottotribù africane e il gruppo dei generi legnosi del Madagascar.
- Bellis lineage: comprende le sottotribù eurasiatiche e una sottotribù africana.
- Aster lineage: include i generi asiatici di Asterinae e i principali gruppi dell'Australia e dell'Oceania.
- Baccharis lineage: include alcuni gruppi sudamericani.
- North American lineage: include la vasta gamma di sottotribù del Nordamerica, Messico e alcuni gruppi distribuiti nel Sudamerica.

Il genere  Symphyotrichum (insieme alla sottotribù Symphyotrichinae) è incluso nel lignaggio "North American lineage".
La cicoscrizione tassonomica delle varie speie di questo genere è in via di sistemazione. Dopo gli studi filogenetici di questi ultimi anni molte specie del genere Aster sono state spostate in Symphyotrichum. Non tutte le checklist sono state aggiornate e alcune mantengono ancora la vecchia denominazione di Aster. L'elenco seguente collega i nominativi di questo genere con i vecchi nomi relativi al genere Aster (solamente per le specie spontanee italiane):
- Symphyotrichum ericoides (L.) G.L. Nesom → Aster ericoides L.
- Symphyotrichum novi-belgii (L.) G.L. Nesom → Aster novi-belgii L.
- Symphyotrichum lanceolatum (Willd.) G.L. Nesom → Aster lanceolatus Willd.
- Symphyotrichum novae-angliae (L.) G.L. Nesom → Aster novae-angliae L.
- Symphyotrichum salignum (Willd.) G.L. Nesom → Aster salignus Willd.
- Symphyotrichum squamatum (Spreng.) G.L. Nesom → Aster squamatus (Spreng.) Hieron.
- Symphyotrichum lateriflorum (L.) À.Löve & D.Löve → Aster vimineus Lam.

I caratteri distintivi del genere sono:
- il portamento delle piante è per lo più eretto, qualche volta può essere pendente ma mai rampicante;
- il ciclo biologico è annuo e/o perenne;
- gli acheni sono strettamente obovati e piatti in varia misura con 3 – 10 coste longitudinali.

#### Struttura interna del genere
Questo genere, essendo abbastanza numeroso, specialmente in America, viene suddiviso in cinque sottogeneri principali e varie sezioni e sottosezioni. Nell'elenco seguente sono indicate alcune delle divisioni più importanti (tra parentesi sono indicate alcune specie italiane):
- Subg. Symphyotrichum - Probabilmente non è monofiletico. Numeri cromosomici: 2n = 16, 14, 12 e 10. 
  - Sect. Symphyotrichum - 50 specie divise in 5 sottosezioni (S.  lanceolatum, S.  lateriflorum, S.  novi-belgii e S. pilosum)
  - Sect. Conyzopsis - 3 specie. Caratteri principali: le brattee dell'involucro sono uniformemente erbacee e di uguale lunghezza; i fiori femminili sono disposti ampiamente su 2 – 4 serie con una ligula assente o rudimentale di tipo filiforme e breve; i fiori del disco sono in numero minore di quelli del raggio; le setole del pappo sono disposte su 2 serie, tutte di uguale lunghezza.
  - Sect. Turbinelli - Una specie.
- Subg. Ascendentes - 2 specie. Allopolipoloide intersubgenerico.
- Subg. Virgulus (Raf.) Nesom - 22 specie divise in 5 sezioni e 2 sottosezioni (S.  novae-angliae, S.  ericoides). Numeri cromosomici: 2n = 10.
- Subg. Astropolium (ex. sect. Oxytripolium) - 7 specie. Numeri cromosomici: 2n = 10. Caratteri principali: le brattee dell'involucro hanno una forma rombica con la parte apicale colorata di verde, con base coriacea e scalate in lunghezza; i fiori femminili sono disposti su una serie con una ligula evidente o fortemente ridotta; i fiori del disco sono più numerosi di quelli del raggio; le setole del pappo sono disposte su una serie, tutte di uguale lunghezza.
- Subg. Chapmaniani - Una specie.

Gli ultimi “assestamenti” tassonomici sono basati su ricerche filogenetiche sia su dati morfologici, che citologici che molecolari sul DNA. Queste stesse ricerche provano la monofilia dei sottogeneri ad eccezione del sottogenere  Ascendentes (probabilmente di derivazione allopoliploide). Viceversa non è detto che siano monofiletiche le varie sezioni del sottogenere Symphyotrichum: anche in base agli ultimi studi non si riesce a definire chiaramente le relazioni tra i vari taxa (ad esempio da un punto di vista morfologico non si riesce ad separare chiaramente la sezione  Occidentales dalla sezione Conyzopsis).

### Variabilità
La tassonomia di questo genere è difficile. Questo è dimostrato ampiamente dai diversi spostamenti che varie specie di questo genere hanno subito nel tempo. Molte specie sono eterofile: la rosetta basale primaverile ha delle foglie con delle forme molto diverse da quelle cauline più tardive. Anche le squame dell'involucro presentano una certa diversità morfologica tra i primi fiori e gli ultimi di una stessa pianta. Le condizioni di crescita (e l'habitat) possono inoltre influenzare lo sviluppo delle piante (più o meno alte, più o meno fogliose, numero dei capolini, ecc.). La diversità genetica all'interno di ciascuna specie è considerevole e non vanno trascurati fenomeni di ibridismo. Per finire diverse specie sono poliploidi come Symphyotrichum lanceolatum con 2n = 18, 26, 32, 36, 40, 42, 48, 56 e 64. Ma sono presenti anche valori cromosomici ridotti: 2n = 16 , 14, 12, 10 e 8.
Questo genere ha attualmente 100 specie.

### Specie spontanee italiane
Per meglio comprendere ed individuare le varie specie del genere (solamente per le specie spontanee della flora italiana) l'elenco che segue utilizza in parte il sistema delle chiavi analitiche (vengono cioè indicate solamente quelle caratteristiche utili a distingue una specie dall'altra)
- 1A: i fiori ligulati in genere sono biancastri o rosei;

- 2A: il fusto è pubescente (sparsamente o densamente);

Symphyotrichum ericoides (L.) G.L. Nesom - Astro ericoide: l'apice delle foglie è spinato; l'altezza massima della pianta è di 2 a 8 dm; il ciclo biologico è perenne; la forma biologica è emicriptofita scaposa (H scap); il tipo corologico è Nord Americano; l'habitat tipico sono gli ambienti antropizzati; la distribuzione sul territorio italiano è relativa all'Emilia Romagna fino ad una altitudine di 100 - 500 m s.l.m..
Symphyotrichum lateriflorum  (L.) Á.Löve & D.Löve - Astro misero: le foglie non hanno spine e l'apice è appiattito; le sinflorescenze sono ramosissime con piccoli capolini; l'altezza massima della pianta è di 5 a 12 dm; il ciclo biologico è perenne; la forma biologica è emicriptofita scaposa (H scap); il tipo corologico è Nord Americano; l'habitat tipico sono i coltivi; la distribuzione sul territorio italiano è relativa al Nord fino ad una altitudine di 300 m s.l.m..
- 2B: i fusti sono più o meno glabri;

Symphyotrichum expansum  (Poepp. ex Spreng.) G.L.Nesom - Astro a fiori piccoli: l'altezza massima della pianta è di 3 a 5 dm; il ciclo biologico è annuo; la forma biologica è terofita scaposa (T scap); il tipo corologico è Nord e Centro Americano; l'habitat tipico sono gli ambienti antropizzati e le sponde fluviali; la distribuzione sul territorio italiano è relativa al Tirolo meridionale fino ad una altitudine di 240 - 535 m s.l.m.. Nella "Flora d'Italia" questa specie è denominata Symphyotrichum parviflorum (Nees) Greuter.
Symphyotrichum pilosum  (Willd.) G.L.Nesom - Astro peloso: l'altezza massima della pianta è di 3 a 6 dm; il ciclo biologico è perenne; la forma biologica è emicriptofita scaposa (H scap); il tipo corologico è Nord Americano; l'habitat tipico sono gli ambienti antropizzati; la distribuzione sul territorio italiano è relativa al Nord.
- 1B: i fiori ligulati sono colorati di blu, purpureo, rosa o viola;

Symphyotrichum novae-angliae  (L.) G.L.Nesom - Astro del New England: il fusto è moderatamente o densamente pubescente; l'altezza massima della pianta è di 5 a 12 dm; il ciclo biologico è perenne; la forma biologica è emicriptofita scaposa (H scap); il tipo corologico è Canada e U.S.A.; l'habitat tipico sono i coltivi ornamentali e presso gli abitati; la distribuzione sul territorio italiano è relativa al Nord fino ad una altitudine di 500 m s.l.m..
Complesso di Symphyotrichum novi-belgii  (vedi più avanti).

#### Complesso diSymphyotrichum novi-belgii
Questo gruppo, originario del Nord America, e introdotto in Italia come ornamento, è caratterizzato da una facile ibridazione e caratteri morfologici incostanti.
Composizione del complesso:
- Symphyotrichum laeve  (L.) Á.Löve & D.Löve
- Symphyotrichum novi-belgii (L.) G.L.Nesom
- Symphyotrichum salignum (Willd.) G.L.Nesom
- Symphyotrichum lanceolatum (Willd.) G.L.Nesom
- Symphyotrichum squamatum (Spreng.) G.L.Nesom

Visione sinottica del complesso.
- 1A: le foglie inferiori sono picciolate con forme ovate e base cordata;

Symphyotrichum laeve  (L.) Á.Löve & D.Löve - Astro liscio: l'altezza massima della pianta è di 2 a 7 dm; il ciclo biologico è perenne; la forma biologica è emicriptofita scaposa (H scap); il tipo corologico è Nord Americano; l'habitat tipico sono gli ambienti umidi; la distribuzione sul territorio italiano è relativa al Tirolo meridionale fino ad una altitudine di 550 - 600 m s.l.m..
- 1B: le foglie inferiori sono picciolate o sessili con forme da ovate o lanceolate a lineari e base cuneata;

- 2A: le foglie cauline hanno delle forme da ovate o lanceolate;

- 3A: le foglie cauline non sono abbraccianti; le brattee sono più lunghe dell'involucro (4 - 5,5 mm);

Symphyotrichum lanceolatum (Willd.) G.L. Nesom - Astro di Tradescant: è una pianta alta da 5 a 12 dm; il ciclo biologico è perenne; la forma biologica è emicriptofita scaposa (H scap); il tipo corologico è Nord Americano; l'habitat tipico sono i coltivi (si può trovare spontaneamente); in Italia si trova al nord fino ad una altitudine di 500 m s.l.m..
- 3B: le foglie cauline sono abbraccianti; le brattee sono più lunghe dell'involucro (5 - 12 mm);

Symphyotrichum novi-belgii (L.) G.L. Nesom - Astro americano: le foglie sono scarsamente auricolate; le brattee involucrali sono attenuate all'apice e sono verdi; è una pianta alta da 5 a 15 dm; il ciclo biologico è perenne; la forma biologica è emicriptofita scaposa (H scap); il tipo corologico è Canada e U.S.A.; l'habitat tipico sono i coltivi ornamentali (si può trovare spontaneamente) e sponde negli ambienti umidi; in Italia è rara e si trova su tutto il territorio fino ad una altitudine di 800 m s.l.m..
Symphyotrichum salignum  (Willd.) G.L.Nesom - Astro a foglie di salice: le foglie sono abbraccianti e auricolate; le brattee involucrali sono sottili per tutta la lunghezza e sono sui bordi sono scariose; è una pianta alta da 5 a 12 dm; il ciclo biologico è perenne; la forma biologica è emicriptofita scaposa (H scap); il tipo corologico è Est Europeo / Asia media (Russia) / Siberia; l'habitat tipico sono i coltivi e incolti erbosi non salati; in Italia è rara e si trova al Nord fino ad una altitudine di 500 m s.l.m..
- 2B:  le foglie cauline hanno delle forme da lanceolate a lanceolato-lineari;

Symphyotrichum squamatum (Spreng.) G.L. Nesom - Astro annuale: i fiori ligulati sono lunghi come il pappo; il ciclo biologico è annuo; l'altezza massima della pianta è di 3 a 8 dm; la forma biologica è terofita scaposa (T scap); il tipo corologico è Sud Americano; l'habitat tipico sono gli incolti, i selciati e i luoghi aridi calpestati; la distribuzione sul territorio italiano è relativa soprattutto al centro e sud fino ad una altitudine di 800 m s.l.m..
Symphyotrichum lanceolatum (Willd.) G.L. Nesom - Astro di Tradescant: i fiori ligulati sono lunghi più del il pappo; il ciclo biologico è perenne. (vedi 3A)

### Sinonimi
Sono elencati alcuni sinonimi per questa entità:
- Aglotoma Raf.
- Anactis  Raf.
- Bindera  Raf.
- Brachyactis  Ledeb.
- Conyzanthus  Tamamsch.
- Diplactis  Raf.
- Fimbristima  Raf.
- Lasallea  Greene
- Leiachenis  Raf.
- Mesoligus  Raf.
- Myctanthes  Raf.
- Thinobia  Phil.
- Venatris  Raf.
- Virgaria  Raf. ex DC.
- Virgulaster  Semple
- Virgulus  Raf.
- Xalkitis  Raf.

### Generi simili
Il genere più simile al Symphyotrichum è ovviamente il genere Aster dal quale sono state trasferite diverse specie. Quest'ultimo si distingue (da un punto di vista morfologico) per le infiorescenze più compatte e con meno capolini, o addirittura “monoflore” come Aster alpinus. Altri generi possono essere confusi con Symphyotrichum, ma sono comunque facilmente distinguibili: Erigeron ha le ligule dei capolini molto corte, e altri generi come Inula ha il capolino completamente giallo o Leucanthemum ha le ligule bianche è molto allargate e nella maggioranza le specie di questi generi si presentano con pochi o singoli capolini.

## Usi
L'impiego maggiore delle piante di questo genere è nel giardinaggio e nel relativo commercio. Diversi cultivar sono stati ottenuti da varietà (o forme) particolarmente interessanti da un punto di vista ornamentale.